# Arquidiócesis de Lomé
La arquidiócesis de Lomé (en latín: Archidioecesis Lomensis y en francés: Archidiocèse de Lomé) es una circunscripción eclesiástica de la Iglesia católica en Togo. Se trata de una arquidiócesis latina, sede metropolitana de la provincia eclesiástica de Lomé. Desde el 23 de noviembre de 2019 su arzobispo es Nicodème Anani Barrigah-Benissan.

## Territorio y organización
La arquidiócesis tiene 3682 km² y extiende su jurisdicción sobre los fieles católicos de rito latino residentes en las prefecturas de Avé, Zio, Golfe y Lomé, ubicadas en la región Marítima.
La sede de la arquidiócesis se encuentra en la ciudad de Lomé, en donde se halla la Catedral del Sagrado Corazón.
La arquidiócesis tiene como sufragáneas a las diócesis de: Aného, Atakpamé, Dapaong, Kara, Kpalimé y Sokodé.
En 2021 en la arquidiócesis existían 74 parroquias.

## Historia
La prefectura apostólica de Togolandia fue erigida el 12 de abril de 1892, derivando el territorio de la prefectura apostólica de Dahomey (hoy arquidiócesis de Cotonú). La nueva circunscripción eclesiástica fue confiada al cuidado de la Sociedad del Verbo Divino.
El 16 de marzo de 1914 la prefectura apostólica fue elevada a vicariato apostólico con el breve Divinitus commissum del papa Pío X. Debido al estallido de la Primera Guerra Mundial, el primer vicario apostólico, Franziskus Wolf, de origen alemán, no pudo tomar posesión de su sede.
Al final de la guerra, el vicariato apostólico, confiado a la Sociedad de Misiones Africanas, de origen francés, se encontró dividido en dos colonias distintas, confiadas a Francia y al Reino Unido. El 15 de marzo de 1923 la parte bajo dominio británico fue cedida para la erección del vicariato apostólico del Volta Inferior (hoy diócesis de Keta-Akatsi) mediante el breve Quae catholico del papa Pío XI.
El 18 de mayo de 1937 el vicariato apostólico de Togo se dividió en dos para la erección de la prefectura apostólica de Sokodé (hoy diócesis de Sokodé) mediante la bula Supremum quo fungimur del papa Pío XI. Al año siguiente, el 14 de junio, cambió su nombre a favor de Vicariato apostólico de Lomé en virtud del decreto Praeterito anno de la Sagrada Congregación de Propaganda Fide.
El vicariato apostólico fue elevado al rango de arquidiócesis metropolitana el 15 de septiembre de 1955 mediante la bula Dum tantis del papa Pío XII.
El 29 de septiembre de 1964 cedió una parte de su territorio para la erección de la diócesis de Atakpamé mediante la bula Quod Sacra del papa Pablo VI.
El 1 de julio de 1994 cedió otras porciones de su territorio para la erección por el papa Juan Pablo II de las diócesis de Aného (mediante la bula Diligentem sane curam) y Kpalimé (mediante la bula Supremo in Ecclesia).

## Estadísticas
Según el Anuario Pontificio 2022 la arquidiócesis tenía a fines de 2021 un total de 638 860 fieles bautizados.
| Año                                                                             | Población            | Población | Población      | Sacerdotes | Sacerdotes    | Sacerdotes    | Bautizados por sacerdote | Diáconos permanentes | Religiosos | Religiosos | Parroquias |
| Año                                                                             | Bautizados católicos | Total     | % de católicos | Total      | Clero secular | Clero regular | Bautizados por sacerdote | Diáconos permanentes | Varones    | Mujeres    | Parroquias |
| ------------------------------------------------------------------------------- | -------------------- | --------- | -------------- | ---------- | ------------- | ------------- | ------------------------ | -------------------- | ---------- | ---------- | ---------- |
| 1950                                                                            | 109 003              | 489 104   | 22.3           | 42         | 3             | 39            | 2595                     |                      |            | 31         | 17         |
| 1969                                                                            | 247 618              | 780 950   | 31.7           | 36         | 31            | 5             | 6878                     |                      | 26         | 127        | 23         |
| 1980                                                                            | 361 034              | 1 168 000 | 30.9           | 79         | 43            | 36            | 4570                     |                      | 66         | 161        | 26         |
| 1990                                                                            | 525 606              | 1 556 000 | 33.8           | 132        | 84            | 48            | 3981                     |                      | 154        | 220        | 37         |
| 1999                                                                            | 355 533              | 1 197 000 | 29.7           | 107        | 71            | 36            | 3322                     |                      | 95         | 185        | 27         |
| 2000                                                                            | 367 051              | 1 330 000 | 27.6           | 109        | 69            | 40            | 3367                     |                      | 92         | 197        | 28         |
| 2001                                                                            | 380 405              | 1 352 000 | 28.1           | 115        | 72            | 43            | 3307                     |                      | 118        | 195        | 28         |
| 2002                                                                            | 392 695              | 1 402 000 | 28.0           | 124        | 77            | 47            | 3166                     |                      | 120        | 235        | 32         |
| 2003                                                                            | 403 456              | 1 435 000 | 28.1           | 136        | 87            | 49            | 2966                     |                      | 131        | 241        | 36         |
| 2004                                                                            | 413 965              | 1 470 000 | 28.2           | 150        | 98            | 52            | 2759                     |                      | 148        | 263        | 36         |
| 2007                                                                            | 449 881              | 1 571 000 | 28.6           | 168        | 113           | 55            | 2677                     | 3                    | 199        | 275        | 44         |
| 2013                                                                            | 520 369              | 1 810 000 | 28.7           | 221        | 149           | 72            | 2354                     |                      | 214        | 333        | 46         |
| 2016                                                                            | 573 144              | 1 940 921 | 29.5           | 253        | 164           | 89            | 2265                     |                      | 366        | 379        | 50         |
| 2019                                                                            | 610 100              | 2 046 000 | 29.8           | 311        | 222           | 89            | 1961                     |                      | 351        | 424        | 64         |
| 2021                                                                            | 638 860              | 2 144 500 | 29.8           | 340        | 256           | 84            | 1879                     |                      | 303        | 386        | 74         |
| Fuente: Catholic-Hierarchy, que a su vez toma los datos del Anuario Pontificio. |                      |           |                |            |               |               |                          |                      |            |            |            |

## Episcopologio
- Franziskus Wolf, S.V.D. † (16 de marzo de 1914-enero  de 1921 renunció)
  - Sede vacante (1921-1923)
- Jean-Marie Cessou, S.M.A. † (22 de marzo de 1923-3 de marzo de 1945 falleció)
- Joseph-Paul Strebler, S.M.A. † (8 de noviembre de 1945-16 de junio de 1961 renunció[nota 1])
- Robert-Casimir Tonyui Messan Dosseh-Anyron † (10 de marzo de 1962-13 de febrero de 1992 renunció)
- Philippe Fanoko Kossi Kpodzro † (17 de diciembre de 1992-8 de junio de 2007 retirado)
- Denis Komivi Amuzu-Dzakpah (8 de junio de 2007-23 de noviembre de 2019 retirado)
- Nicodème Anani Barrigah-Benissan, desde el 23 de noviembre de 2019